# Jamie McDonnell
Jamie McDonnell (* 30. März 1986 in Doncaster, Yorkshire, Vereinigtes Königreich) ist ein britischer Profiboxer. Er ist ehemaliger Weltmeister der IBF und aktueller regulärer Weltmeister der WBA im Bantamgewicht (aktueller WBA-Unified-Champion ist Juan Carlos Payano).

## Profikarriere
McDonnel konnte seine ersten fünf Kämpfe alle gewinnen, jedoch keinen durch K. o. In seinem sechsten Kampf erreichte er nur ein Unentschieden. Gegen Wayne Bloy siegte er am 23. Februar 2007 in einem auf 10 Runden angesetzten Fight durch technischen Knockout in der 3. Runde und wurde dabei Britischer Meister.
Im selben Jahr versuchte er diesen Gürtel auch im Superfliegengewicht zu erringen und verlor knapp über 12 Runden nach Punkten. Den Gürtel, den er im Bantamgewicht gewonnen hatte, verlor er dadurch nicht. Auch seine nächste Auseinandersetzung im Superfliegengewicht verlor er nach Punkten. Da er sich im Bantamgewicht besser behaupten konnte, trat er in dieser Gewichtsklasse wieder an und verteidigte seinen Britischen Meistertitel gegen Ian Napa knapp nach Punkten. In diesem Gefecht ging es gleichzeitig um den Titel des Commonwealth Meisters, den er somit gewann.
In seinem nächsten Kampf wurde er Europameister und eroberte somit einen weiteren Titel. Er fügte dem Mexikaner Julio Ceja (Bilanz 24-0-0) im Mai 2013 seine erste Niederlage zu und erkämpfte sich dabei den Weltmeistergürtel des Verbandes IBF. Ende Mai 2014 konnte er sich mit einem technischen K.-o.-Sieg über Tabtimdaeng Na Rachawat auch den vakanten WBA-Weltmeistertitel sichern.
Diesen Titel verteidigte er noch im selben Jahr gegen den Argentinier Javier Nicolas Chacon und im darauffolgenden Jahr zweimal gegen den Japaner Tomoki Kameda (Bilanz 31-0-0).